# NXT UK
NXT UKは、英国を本拠地としていたWWEのブランド、及び同名のプロレス番組。

## 歴史
2016年、WWEのブランドであるNXTのイギリス版として発足。2017年1月に初代NXT UK王者決定トーナメントが開催された。
プロレス番組としてのNXT UKは2018年10月から毎週水曜日に放送開始された。2020年の1月からはこれまでのネット配信から、英国内ではTV局BT Sportでの放送となった。
また2019年には英国にWWEのトレーニング施設、UKパフォーマンスセンターを開設した。
2022年に英国を含むヨーロッパ全体を包括するNXT Europeの立ち上げに向けて、NXT UKブランドは休止状態に入り、TV放送も同年9月を最後に終了した。
2025年4月現在もNXT Europeは設立されていないが、同月のインタビューでトリプルHは設立に向けた計画は未だ進行中であると語った。

## その他
里村明衣子、ウォルター(現:グンター)、イリヤ・ドラグノフ、プリティ・デッドリーらが所属していた。特に里村は2021年にコーチ兼選手契約で契約し、NXT UK女子王座を獲得している。

## タイトル
- NXT UK王座
- NXT UKタッグ王座
- NXT UK女子王座

## 所属選手（スーパースター）

### 男子選手
- アシュトン・スミス（Ashton Smith）
- イリヤ・ドラグノフ（Ilja Dragunov）
- ウルフ・ギャング（Wolf Gang）
- A-キッド（A-Kid）
- エディ・デニス（Eddie Dennis）
- オリバー・カーター（Oliver Carter）
- ケニー・ウィリアムズ（Kenny Williams）
- サクソン・ハクスリー（Saxon Huxley）
- サム・グラッドウェル（Sam Gradwell）
- シッド・スカラ（Sid Scala）
- シャー・サミュエルス（Sha Samuels）
- ジャック・スターズ（Jack Starz）
- ジョー・コフィー（Joe Coffey）
- タイガー・トゥラン（Tiger Turan）
- タイラー・ベイト（Tyler Bate）
- チャーリー・デンプシー（Charlie Dempsey）
- ティーボーン（T-Bone）
- ティオマン（Teoman）
- デイブ・マスティフ（Dave Mastiff）
- トレント・セブン（Trent Seven）
- ノーム・ダー（Noam Dar）
- プライメイト（Primate）
- フラッシュ・モーガン・ウェブスター（Flash Morgan Webster）
- マーク・アンドリュース（Mark Andrews）
- マーク・コフィー（Mark Coffey）
- ランペイジ・ブラウン（Rampage Brown）
- ロハン・ラジャ（Rohan Raja）
- ワイルド・ボア（Wild Boar）

### 女子選手
- アイラ・ドーン（英語版）（Isla Dawn）
- ジニー（英語版）（Jinny）
- ザイヤ・ブルックサイド（Xia Brookside）
- ダニ・ルナ（英語版）（Dani Luna）
- ニナ・サミュエルズ（英語版）（Nina Samuels）
- 里村明衣子（Satomura Meiko）

### ユニット
- ガラス（Gallus）（ウルフ・ギャング & ジョー・コフィー & マーク・コフィー）
- サブカルチャー（Subculture）（マーク・アンドリュース & フラッシュ・モーガン・ウェブスター & ダニ・ルナ）
- シンバイオシス（Symbiosis）（エディ・デニス & プライメイト & ティーボーン)
- ディ・ファミリア（Die Familie）（ティオマン & ロハン・ラジャ & チャーリー・デンプシー）

## スタッフ

### リングアナウンサー
|                      | 期間                  |
| -------------------- | --------------------- |
| アンディ・シェパード | 2018年10月17日 - 現在 |

### アナウンサー
|                                               | 期間                                                |
| --------------------------------------------- | --------------------------------------------------- |
| ヴィック・ジョゼフ & ナイジェル・マッギネス   | 2018年10月17日 - 2019年6月12日 2019年7月31日 - 現在 |
| ヴィック・ジョゼフ & エイデン・イングリッシュ | 2019年6月19日 - 2019年7月24日                       |
| トム・フィリップス & ナイジェル・マッギネス   | 2019年10月10日 - 現在                               |

### ゼネラルマネージャー
|                    | 期間                | 備考                                                    |
| ------------------ | ------------------- | ------------------------------------------------------- |
| ジョニー・セイント | 2018年6月7日 - 現在 | 2018年にNXT UK王座決定トーナメントでトリプルHにより指名 |

## NXT UKテイクオーバー
| 年     | 月日    | 名称                       | 開催地                       | 会場                                   |
| ------ | ------- | -------------------------- | ---------------------------- | -------------------------------------- |
| 2019年 | 1月12日 | NXT UK Takeover:Blackpool  | イングランド・ブラックプール | エンプレス・ボールルーム               |
| 2019年 | 8月31日 | NXT UK Takeover:Cardiff    | ウェールズ・カーディフ       | モーターポイント・アリーナ・カーディフ |
| 2020年 | 1月12日 | NXT UK Takeover:BlackpoolⅡ | イングランド・ブラックプール | エンプレス・ボールルーム               |